# Crassigyrinus scoticus
Il crassigirino (Crassigyrinus scoticus) era uno stegocefalo che visse in Scozia durante il Carbonifero, 345 - 329 milioni di anni fa. Si cibava di pesci e altri vertebrati.

## Un anfibio arcaico
Sebbene lungo 2 metri, questo animale era certo ancora imparentato molto strettamente coi primi pesci che strisciarono sulla terra: grosso cranio, arti ridotti e quasi inutilizzabili, era munito di un cinto pelvico poco formato e un incavo che faceva parte di un ormai atrofizzato spiracolo, un'apertura associata alle branchie.